# Schloss Bad Carlsruhe

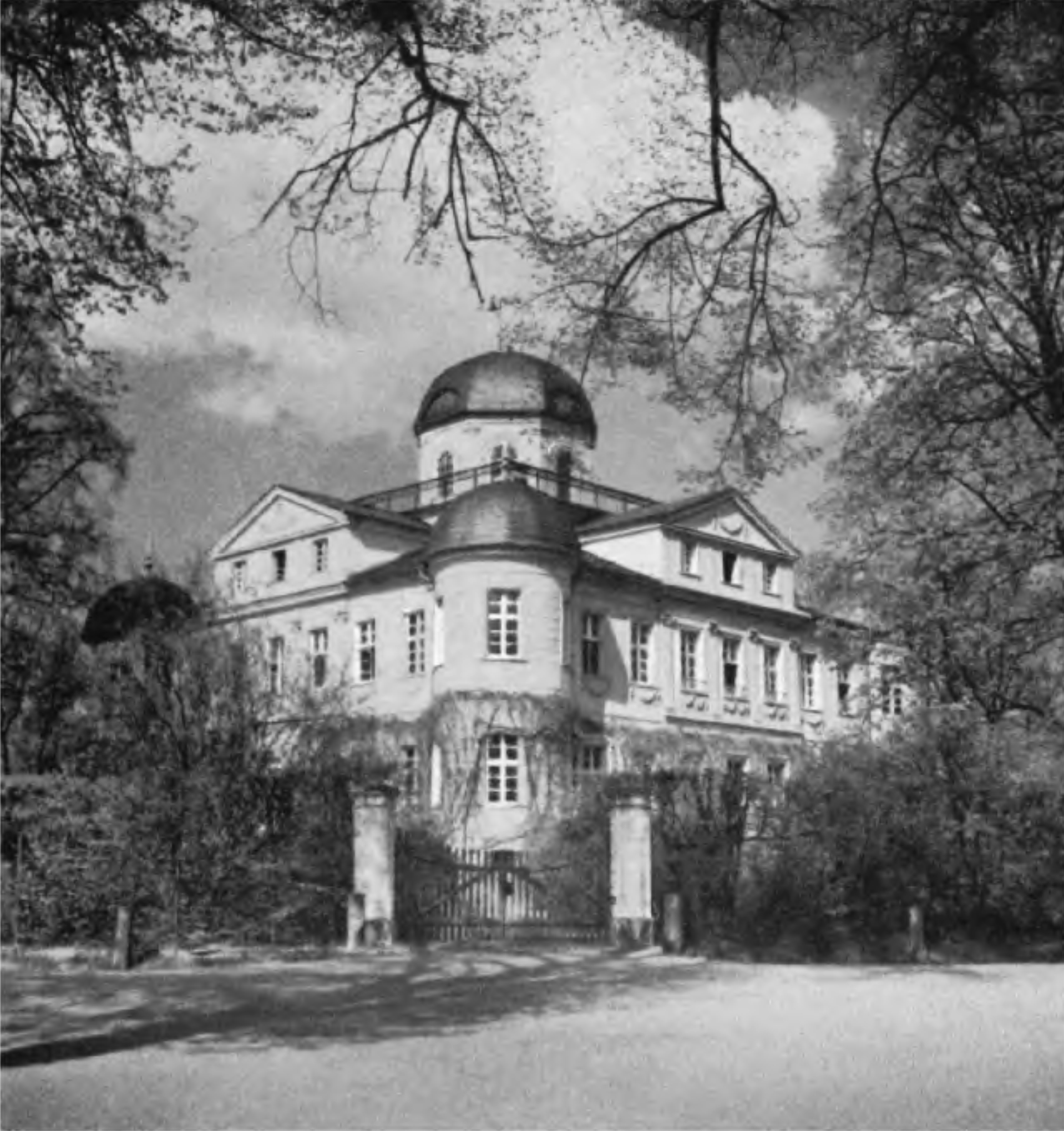
Ansicht vor der Zerstörung

Das Herzogliche Schloss Bad Carlsruhe (zuvor auch Schloss Carlsruhe) stammte aus der zweiten Hälfte des 18. Jahrhunderts und wurde 1945 zerstört. Es wurde im barocken Stil erbaut und lag in der Mitte eines Straßenringes (Schlossplatz) und des strahlenförmigen Straßennetzes mit acht Straßenachsen im damaligen schlesischen Bad Carlsruhe, dem heutigen Pokój in der Woiwodschaft Oppeln in Polen. 
Um das Schloss waren kreisförmig acht Kavalierhäuser angeordnet. Es hatte einen quadratischen Grundriss und an allen vier Ecken runde Ecktürme, dazwischen je einen Giebel. In der Mitte des Daches erhielt das Schloss einen weiteren Turm. Alle fünf Türme hatten ein Runddach.
Südöstlich des Schlosses entstand ein großflächiger Schlosspark und eine Teichlandschaft. In dieser Gegend entstanden viele weitere kleinere Schlösschen, Wirtschaftsgebäude, Nebengebäude, Pavillons, Hütten und zahlreiche Denkmäler.

## Geschichte

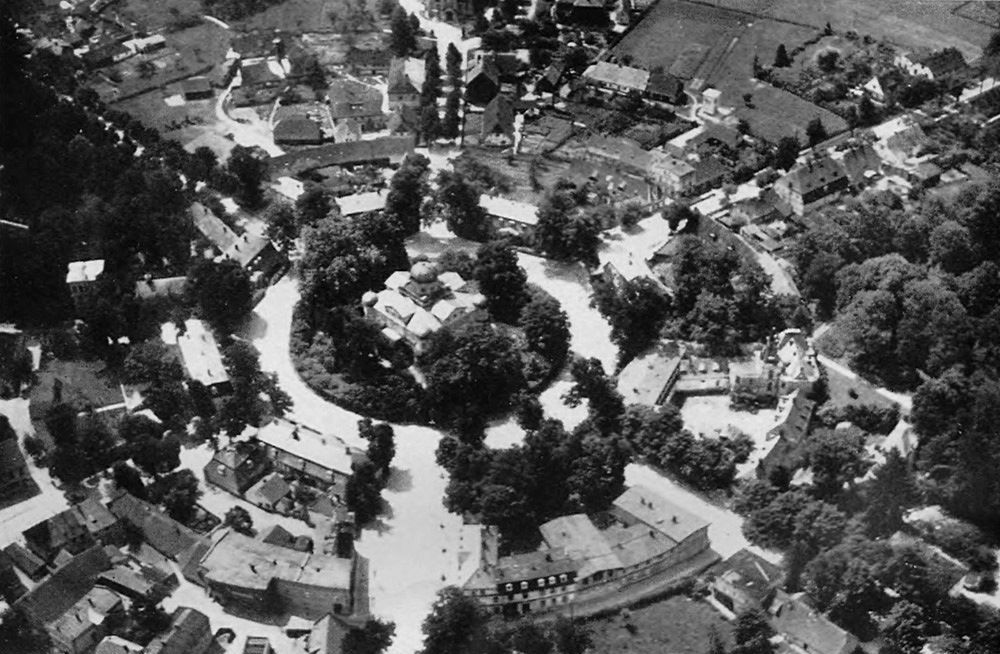
Luftansicht 1930

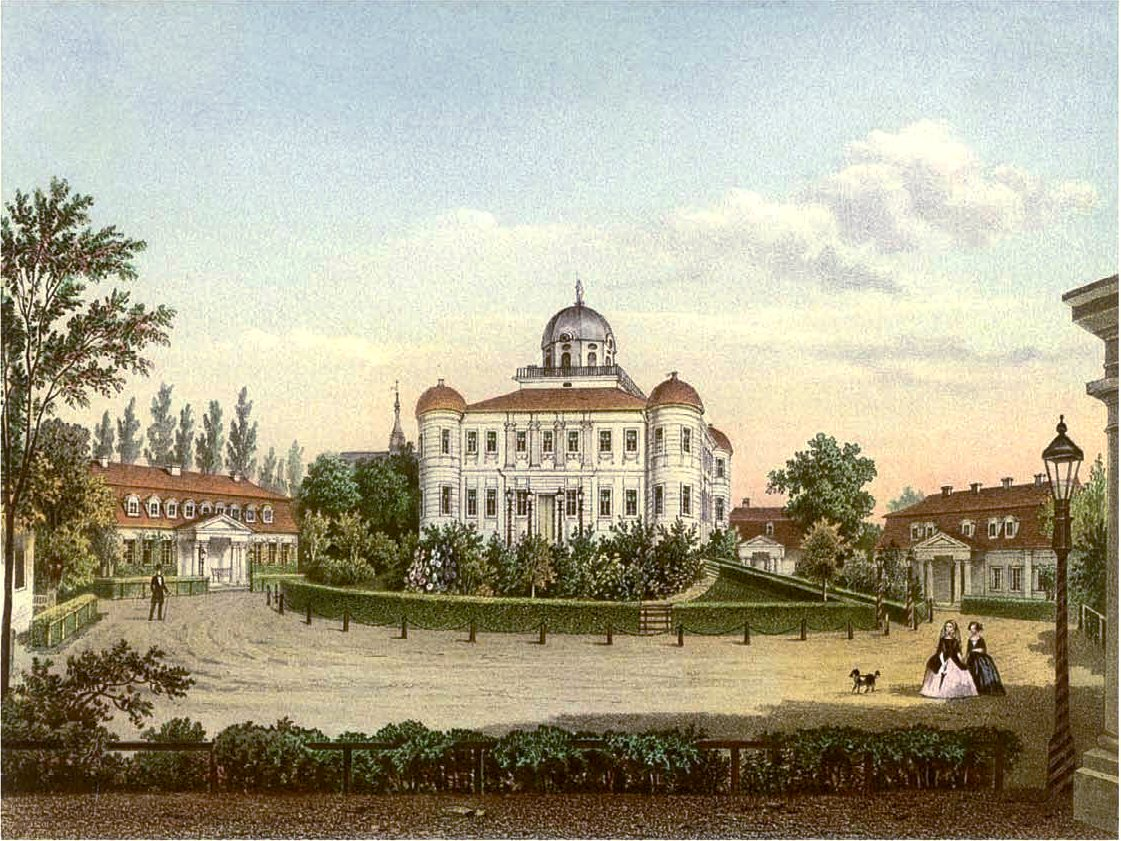
Das Schloss im 19. Jahrhundert

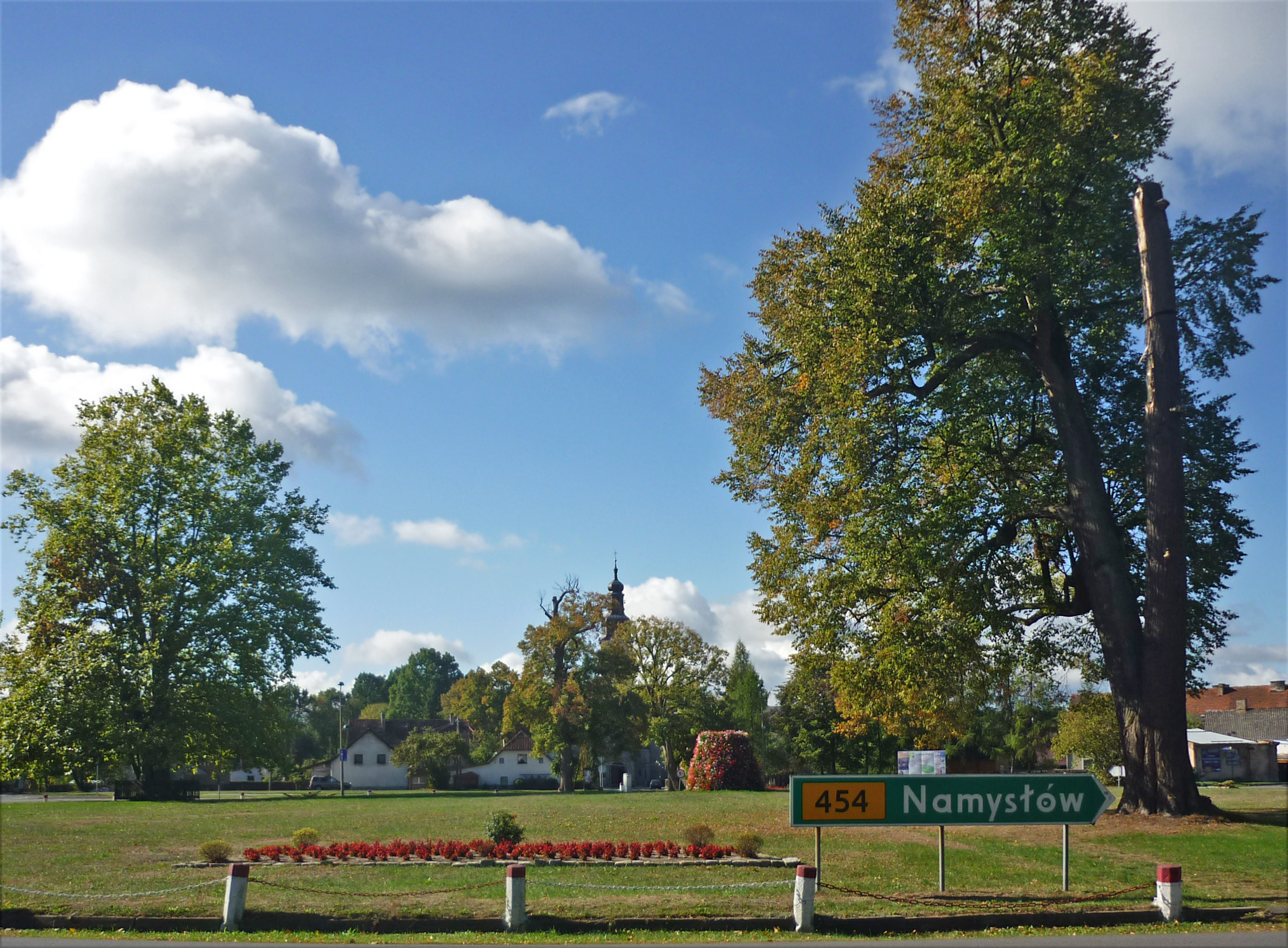
Der Schlossplatz heute

Das Gebiet gehörte seit 1688 den Herzögen von Württemberg-Oels. 1747 legte der Herzog Karl Christian Erdmann von Württemberg-Oels einen eingezäunten Tiergarten mit einer Größe von 640 Hektar an. Es wurden Alleen angelegt, die sich sternförmig kreuzten. In der Mitte dieser Achsen ließ er ein Jagdschloss bauen. Der Grundstein für das erste Schloss (ein einfaches hölzernes Bauwerk) wurde am 18. März 1749 gelegt. Am 3. April 1750 wurde es fertiggestellt. Im Oktober 1751 brannte das erste Bauwerk ab. Im Frühjahr 1752 begann der Bau eines neuen massiven Schlosses nach den Plänen des brandenburgischen Architekten Georg Ludwig Schirrmeister (herzoglicher Landbaumeister von Oels, auch als Georg Wilhelm genannt), 1757 wurde es fertiggestellt. In den folgenden Jahren entstanden die ersten Wohnhäuser und Ställe um das Schloss. Carlsruhe entwickelte sich zu einer Ortschaft. Von 1754 bis 1760 wurden die Teiche angelegt. 1760 wurde der Schlosspark angelegt. Von 1765 bis 1775 wurde die evangelische Sophienkirche erbaut, die auch als Grabkirche der Herzogsfamilie diente. Von 1779 bis 1780 wurde das Schloss ausgebaut und es erhielt ein weiteres Stockwerk (2. Etage). 1792 starb Herzog Karl Christian Erdmann und Carlsruhe ging an seinen Neffen Prinz Eugen Friedrich Heinrich von Württemberg über. Er verlegte 1793 den Residenzsitz von Oels nach Carlsruhe. Am 8. Februar 1798 brannte das Schloss aus und es wurde danach durch den Baumeister Leyser wieder aufgebaut. Die ursprünglichen Kavalierhäuser wurden später durch Neubauten ersetzt, dabei verringerte sich die Zahl auf sieben.
1903 starb die Linie der Herzöge von Württemberg-Oels aus, Carlsruhe kam in den Besitz des Hauses Württemberg. 1923 fand ein letzter Umbau des Schlosses statt.
Zum Ende des Zweiten Weltkriegs wurden das Schloss und die umliegenden dazugehörigen Gebäude durch die Rote Armee geplündert und durch Brand zerstört. In den anschließenden Jahren wurden die Reste des Schlosses abgetragen. Bis heute blieb das Gelände unbebaut und es befindet sich dort nur eine leere Rasenfläche.